# HD56063
HD56063 — хімічно пекулярна зоря спектрального класу
A3 й має видиму зоряну величину в смузі V приблизно  9,7.

## Пекулярний хімічний склад
Зоряна атмосфера HD56063 має підвищений вміст 
Cr
.